# روبرتو اشباریا
روبرتو اشباریا (انگلیسی: Roberto Etxebarria; ۶ مهٔ ۱۹۰۸ – ۱۷ فوریهٔ ۱۹۸۱) بازیکن فوتبال اهل اسپانیا بود.
از باشگاه‌هایی که در آن بازی کرده‌است می‌توان به باشگاه فوتبال دپورتیوو آلاوس، باشگاه فوتبال رئال سوسیداد، باشگاه فوتبال اتلتیک بیلبائو، و باشگاه فوتبال ایبار اشاره کرد.
وی همچنین در تیم ملی فوتبال اسپانیا بازی کرده‌است.